# Chase (Name)
Chase ist im englischen Sprachraum ein männlicher Vorname und Familienname. Der Name kommt weit überwiegend in den USA und vereinzelt auch bei Frauen als Vorname vor.

## Herkunft und Bedeutung
Der Name stammt von einem altfranzösischen Familiennamen mit der Bedeutung „Jagd“ bzw. „jagen“, „verfolgen“ und war ursprünglich ein Spitzname für einen Jäger.

## Namensträger

### Männlicher Vorname
- Chase Austin (* 1989), US-amerikanischer Automobilrennfahrer
- Chase Bianchi (* 1987), US-amerikanischer Pokerspieler
- Chase Budinger (* 1988), US-amerikanischer Basketballspieler
- Chase Balisy (* 1992), US-amerikanischer Eishockeyspieler
- Chase A. Clark (1883–1966), US-amerikanischer Politiker
- Chase Claypool (* 1998), kanadischer American-Football-Spieler
- Chase Griffin (* 1983), US-amerikanischer Basketballspieler
- Chase Hunter (* 19**), US-amerikanischer Pornodarsteller
- Chase Osborn (1860–1949), US-amerikanischer Politiker
- Chase F. Robinson, US-amerikanischer Historiker
- Chase Young (* 1999), US-amerikanischer American-Football-Spieler

### Weiblicher Vorname
- Chase Masterson (* 1963), US-amerikanische Schauspielerin und Sängerin
- Chase G. Woodhouse (1890–1984), US-amerikanische Politikerin
- Chase Sui Wonders (* 1996), US-amerikanische Schauspielerin

### Familienname
- Arthur Chase (Verleger) (1835–1888), US-amerikanischer Verleger
- Arthur Adalbert Chase (1874–??), britischer Radsportler
- Arthur E. Chase (* 1930), US-amerikanischer Politiker (Massachusetts)
- Allan Chase (* 1956), US-amerikanischer Jazzsaxophonist
- Anrie Chase (* 2004), japanisch-US-amerikanischer Fußballspieler
- Bailey Chase (* 1972), US-amerikanischer Schauspieler
- Barbara Chase-Riboud (* 1939), US-amerikanische Autorin, Zeichnerin und Bildhauerin
- Barrie Chase (* 1933), US-amerikanische Schauspielerin und Tänzerin
- Beatrice Chase (1874–1955), britische Schriftstellerin
- Bill Chase (1934–1974), US-amerikanischer Trompeter und Bandleader
- Borden Chase (1900–1971), US-amerikanischer Drehbuchautor
- Brian Chase (* 1978), US-amerikanischer Jazz- und Rockmusiker
- Chanice Chase-Taylor (* 1993), kanadische Hürdenläuferin
- Charlee Chase (* 1977), US-amerikanische Pornodarstellerin
- Charles Chase (Boxer) (1931–1997), kanadischer Boxer
- Charles H. Chase (1910–1981), US-amerikanischer Generalmajor
- Charley Chase (Regisseur) (1893–1940), US-amerikanischer Schauspieler, Regisseur, Drehbuchautor und Produzent
- Charley Chase (Pornodarstellerin) (* 1987), US-amerikanische Pornodarstellerin
- Cheryl Chase (* 1958), US-amerikanische Synchronsprecherin
- Chevy Chase (* 1943), US-amerikanischer Komiker und Schauspieler
- Cory Chase (* 1981), US-amerikanische Pornodarstellerin
- Cynthia Chase (* 1943), US-amerikanische Politikerin
- D. A. N. Chase (1875–1953), US-amerikanischer Politiker
- Daveigh Chase (* 1990), US-amerikanische Schauspielerin und Sprecherin
- David Chase (* 1945), US-amerikanischer Drehbuchautor und Produzent
- Doris Totten Chase (1923–2008), US-amerikanische Malerin, Bildhauerin, Videokünstlerin und Pädagogin
- Dudley Chase (1771–1846), US-amerikanischer Politiker
- Elizabeth Chase (1950–2018), südafrikanisch-simbabwische Hockeyspielerin
- Eric Chase, deutscher DJ und Musikproduzent
- Frank Chase (1924–2007), US-amerikanischer Jazzmusiker
- Gail M. Chase, US-amerikanische Politikerin
- George Henry Chase (1874–1952), US-amerikanischer Klassischer Archäologe
- George W. Chase (1802–1867), US-amerikanischer Politiker
- Glen Chase, pseudonymer Autor der Reihe Cherry Delight: The Sexecutioner
- Hal Chase (1883–1947), US-amerikanischer Baseballspieler
- Harold H. Chase (1912–1976), US-amerikanischer Politiker
- Harrie B. Chase (1889–1969), US-amerikanischer Jurist
- Hayley Chase (* 1991), US-amerikanische Schauspielerin
- Ilka Chase (1905–1978), US-amerikanische Schauspielerin und Schriftstellerin
- Ira Joy Chase (1834–1895), US-amerikanischer Politiker
- Jackson B. Chase (1890–1974), US-amerikanischer Politiker
- Ja’Marr Chase (* 2000), US-amerikanischer American-Football-Spieler
- James Hadley Chase (1906–1985), britischer Schriftsteller
- James Mitchell Chase (1891–1945), US-amerikanischer Politiker
- Jeff Chase (* 1968), US-amerikanischer Schauspieler
- Jeremiah Chase (1748–1828), US-amerikanischer Politiker
- John Chase (1906–1994), US-amerikanischer Eishockeyspieler
- Kelly Chase (* 1967), kanadischer Eishockeyspieler
- Ken Chase (* 1942), US-amerikanischer Maskenbildner
- Louisa Chase (1951–2016), US-amerikanische neoexpressionistische Malerin und Drucktechnikerin
- Lucien Bonaparte Chase (1817–1864), US-amerikanischer Politiker
- Mark W. Chase (* 1951), britisch-US-amerikanischer Botaniker
- Martha Chase (1927–2003), US-amerikanische Biologin
- Mary Chase (Schriftstellerin) (1907–1981), US-amerikanische Schriftstellerin
- Mary Agnes Chase (1869–1963), nordamerikanische Botanikerin
- Mary Ellen Chase (1887–1973), US-amerikanische Schriftstellerin und Lehrerin
- Michael Chase (* 1959), kanadischer Philosophiehistoriker
- Nora Schimming-Chase (1940–2018), namibische Politikerin und Diplomatin
- Owen Chase (1797–1869), US-amerikanischer Seemann
- Pliny Chase (1820–1886), US-amerikanischer Naturwissenschaftler
- Rangi Chase (* 1986), englischer Rugby-League-Spieler
- Ray Chase (* 1987), US-amerikanischer Synchronsprecher
- Ray P. Chase (1880–1948), US-amerikanischer Politiker
- Richard Trenton Chase (1950–1980), US-amerikanischer Serienmörder
- Roderick Chase (* 1967), barbadischer Radrennfahrer
- Roston Chase (* 1992), Cricketspieler der West Indies
- Salmon P. Chase (1808–1873), US-amerikanischer Jurist und Politiker
- Samuel Chase (Politiker, 1741) (1741–1811), britisch-amerikanischer Richter, Unterzeichner der Unabhängigkeitserklärung der USA
- Samuel Chase (Politiker, 1789) (1789–1838), US-amerikanischer Politiker (New York)
- Simon Chase, Sounddesigner
- Stanley Chase († 2014), US-amerikanischer Theater- und Filmproduzent
- Thomas Chase-Casgrain (1852–1916), kanadischer Politiker
- Thornton Chase (1847–1912), US-amerikanischer Autor
- Tom Chase (* 1965), US-amerikanischer Pornodarsteller
- Tommy Chase (* 1947), britischer Jazzmusiker
- Truddi Chase (1935–2010), US-amerikanische Autorin
- Tylor Chase (* 1989), US-amerikanischer Schauspieler
- Vicki Chase (* 1985), US-amerikanische Pornodarstellerin
- William C. Chase (1895–1986), US-amerikanischer Generalmajor
- William Merritt Chase (1849–1916), US-amerikanischer Maler